# Mark Carlyon
Mark Carlyon (* 29. Dezember 1969) ist ein ehemaliger australischer Squashspieler.

## Karriere
Mark Carlyon war in den 1980er- und 1990er-Jahren als Squashspieler aktiv und erreichte im Januar 1994 mit Rang 19 seine höchste Platzierung in der Weltrangliste. Auf der PSA Tour gewann er in dieser Zeit einen Titel, der er sich 1994 bei den Japan Open sicherte. Er stand 1992 und 1993 im Hauptfeld der Weltmeisterschaft. Dabei erreichte er 1992 das Achtelfinale, in dem er Brett Martin unterlag, im Jahr darauf schied er gegen Chris Walker in der Auftaktrunde aus.

## Erfolge
- Gewonnene PSA-Titel: 1